# Love from With the Dead
Love from With the Dead je druhé studiové album anglické metalové skupiny With the Dead. Vydáno bylo dne 22. září 2017, přibližně dva roky po předchozím albu, společností Rise Above Records. Album obsahuje celkem sedm písní, přičemž dvě z nich překračují desetiminutovou hranici. Deska byla nahrána ve dvou odlišných obdobích na dvou odlišných místech: skladby 4–7 byly nahrány v lednu 2016 a 1–3 přesně o rok později. Spolu se členy kapely desku produkoval kolumbijský hudebník Jaime Gomez Arellano. Jde o první album kapely, na němž hrají noví členové Leo Smee a Alex Thomas.

## Seznam skladeb
1. Isolation – 7:44
2. Egyptian Tomb – 8:19
3. Reincarnation of Yesterday – 6:28
4. Cocaine Phantoms – 8:52
5. Watching the Ward Go By – 10:14
6. Anemia – 6:40
7. CV1 – 17:46

## Obsazení
- Lee Dorrian – zpěv
- Tim Bagshaw – kytara
- Leo Smee – baskytara
- Alex Thomas – bicí